# Die Abreise

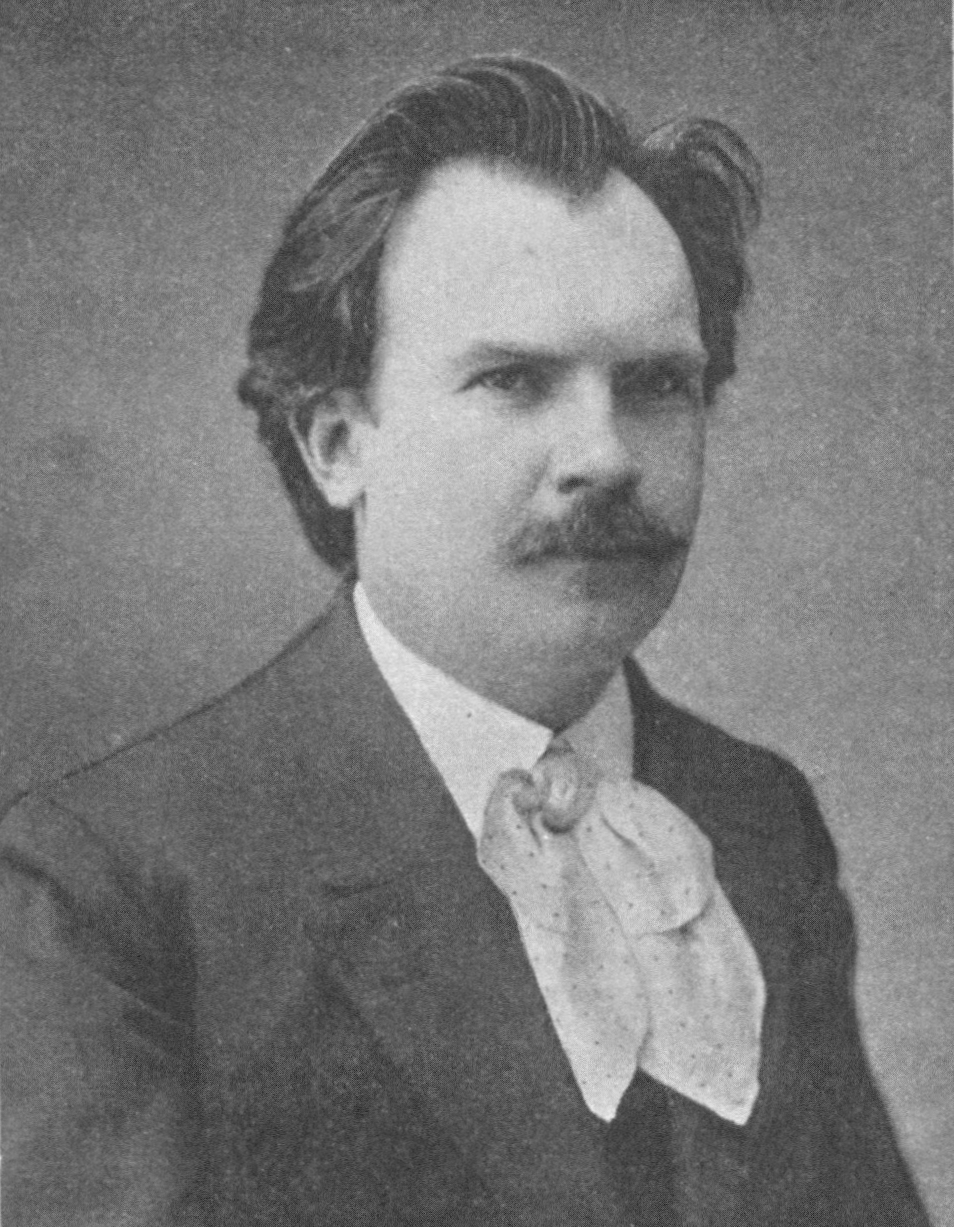
Eugen d'Albert (1900).

Die Abreise (Avresan) är en tysk opera (Musikaliskt lustspel) i en akt med musik av Eugen d'Albert och libretto av Ferdinand von Sporck efter en pjäs av August Ernst von Steigentesch.

## Historia
Innan d'Albert började skriva operor i veristisk stil komponerade han 1896 enaktaren Die Abreise i en helt annan musikstil. Operan påminner om en operett med dess lättbegripliga melodier och lediga dialog. För uppförandet krävs enbart en kammarorkester. d'Alberts musik är skickligt orkestrerad och har förblivit den mest framgångsrika av hans komiska operor. En höjdpunkt i operan är Luises aria "Der Jüngling spricht", en monolog ackompanjerad av henne själv på spinett. Operan hade premiär den 20 oktober 1898 på Alte Oper i Frankfurt am Main.

## Personer
| Roller                     | Stämma  | Premiärbesättning 20 oktober 1898 (Dirigent: Ludwig Rottenberg) |
| -------------------------- | ------- | --------------------------------------------------------------- |
| Gilfen, en baron           | baryton | Rudolf Brinkman                                                 |
| Luise, hans hustru         | sopran  | Hedwig Schacko                                                  |
| Trott, en baron, deras vän | tenor   | Max Pichler                                                     |

## Handling
Baron Gilfen har försummat sin hustru Luise under många år. Den kärlek de en gång kände för varandra har svalnat. Gilfen har länge velat ge sig av på en lång utlandsresa men varje gång har han tvekat då han fruktat att Luise ska utnyttja hans frånvaro till att vara otrogen. Därför har varje avfärd ställts in. Deras vän Trott hoppas kunna dra nytta av deras äktenskapsproblem och uppvaktar Luise. Gilfen låtsas ge sig av på en resa, men återvänder för att förenas med hustrun och spoliera Trotts förhoppningar. Det är också Trott som i slutet ger sig av medan Gilfen och Luise skålar för deras nya lycka.